# Asclepias labriformis
Asclepias labriformis là một loài thực vật có hoa trong họ La bố ma. Loài này được M.E.Jones mô tả khoa học đầu tiên năm 1895.